# 五戸テレビ中継局
五戸テレビ中継局（ごのへテレビちゅうけいきょく）は、青森県三戸郡五戸町に置かれていたテレビ中継局。アナログ放送は青森テレビ（ATV）だけが中継局を置いていた。デジタル放送はNHKと民放各局の中継局が置かれる計画であったが、中止された。

## 中継局概要

### デジタルテレビ放送
| リモコン 番号 | 放送局名         | チャンネル 番号 | 空中線 電力 | ERP | 偏波面 | 放送対象地域 | 放送区域 内世帯数 | 運用開始日 |
| ------------- | ---------------- | --------------- | ----------- | --- | ------ | ------------ | ----------------- | ---------- |
| 1             | RAB 青森放送     | 39              | -           | -   | -      | 青森県       | -                 | -          |
| 2             | NHK 青森教育     | 41              | -           | -   | -      | 全国         | -                 | -          |
| 3             | NHK 青森総合     | 43              | -           | -   | -      | 青森県       | -                 | -          |
| 5             | ABA 青森朝日放送 | 47              | -           | -   | -      | 青森県       | -                 | -          |
| 6             | ATV 青森テレビ   | 45              | -           | -   | -      | 青森県       | -                 | -          |

- 設置予定地： 三戸郡五戸町倉石石沢（五戸高校西方高地）
- 五戸町が公営ケーブルテレビ局の整備事業を実施することになり[1][2]、2009年12月25日にロードマップが変更された[3]。ATV以外は、デジタル新局として開局される予定だった。

### アナログテレビ放送
| チャンネル 番号 | 放送局名       | 空中線 電力       | ERP                | 偏波面   | 放送対象地域 | 放送区域 内世帯数 | 運用開始日      |
| --------------- | -------------- | ----------------- | ------------------ | -------- | ------------ | ----------------- | --------------- |
| 56              | ATV 青森テレビ | 映像10W/ 音声2.5W | 映像67W/ 音声16.5W | 水平偏波 | 青森県       | 約3400世帯        | 1974年 11月15日 |

- 所在地： 三戸郡五戸町赤坂19
- 2011年7月24日をもって廃止された。
- NHKとATV以外の民放については、八戸アナログテレビ中継局および周辺地域のテレビ中継局を受信していた。